# Bandidos
 (juin 2020).
Si vous disposez d'ouvrages ou d'articles de référence ou si vous connaissez des sites web de qualité traitant du thème abordé ici, merci de compléter l'article en donnant les références utiles à sa vérifiabilité et en les liant à la section « Notes et références ».
Bandidos MC est un club de motards hors-la-loi présent partout à travers le monde. Le club a été créé en 1966 par Donald Eugene Chambers au Texas (États-Unis). Son slogan est « we are the people our parents warned us about » (« nous sommes les gens contre lesquels nos parents nous ont mis en garde »). Ses effectifs sont estimés à 2 000 membres répartis en plus de 200 sous-organisations ou chapitres (chapters en anglais), localisés dans 23 pays. Il est cité comme un club criminalisé dans les dossiers du FBI.

## Particularités
Sont appelées « couleurs » (ou « patchs ») les emblèmes et noms des pays, régions ou villes visibles au dos des blousons de cuir ou de jeans que portent les motards.
Ce club est régi par des règles strictes observées par tous les membres. Les postulants passent par différentes étapes destinées à former, pour une part, le novice, qui passera par les stades de hangaround (littéralement qui tourne autour) puis de prospect (pour une durée indéterminée), et d'autre part, à faire connaissance plus intimement avec le nouveau venu afin de déterminer s'il pourra faire l'unanimité des membres du club qui vont l'accueillir. Le nouveau venu sera le « suiveur » d'un membre du groupe auquel il devra allégeance et devra effectuer sur ordre des tâches, des plus ingrates aux plus illégales.
Pour leurs recrutements, ils utilisent aussi leurs présences médiatisées aux différents runs et parfois choisissent de « coopter » un club déjà existant. L'ancien club se voit conférer, dans son intégralité, le grade de hangaround.
L'une des particularités de la conduite des membres de la « famille » est la prise de position aux côtés de leurs frères (c'est comme cela qu'ils s'appellent entre eux) en toutes circonstances, qu'ils aient tort ou raison.
De même, toute atteinte à l'intégrité du club est réprimée de manière violente s'il le faut. C'est en partie cette attitude de défense agressive qui explique la mauvaise réputation du club. Comme pour tous les groupes de personnes, la proportion de marginaux est représentative d'une micro-société. Ils se dénomment eux-mêmes MC 1 %, le 1 % représentant le pourcentage de motards « hors la loi » se livrant à des activités illégales (rackets, vente et usage de produits illicites…).
Le surnom de 1 % provient d'une citation controversée de l'American Motorcyclist Association indiquant que 99 % de tous les motards sont des citoyens respectueux des lois, ce qui implique que 1 % ne l'étaient pas. Aujourd'hui, les clubs de moto de 1 % sont considérés comme hors la loi par la police et le gouvernement. Malgré cette réputation et le risque, les membres des Bandidos conservent leur loyauté envers le club, mettant la fraternité au-dessus de tout le reste, aucun risque n’étant trop grand. Mais cette fidélité est la cause de leur plus grand conflit - tenter d'équilibrer la vie familiale avec la sous-culture violente des Bandidos.

## Histoire
Le club fut formé en 1966 à San Leon (Texas) par Donald Eugene Chambers. Chambers créa le logo après avoir servi au Viêt Nam comme marine, utilisant les couleurs or et rouge du drapeau de son corps d'appartenance et le logo parodique d’une publicité pour Frito Lay. Chambers dut laisser sa place de président du club après avoir été condamné pour meurtre à El Paso au Texas. Ronnie Hodge fut élevé au poste de président. Depuis le club s'est agrandi mondialement jusqu'à devenir le club de motards 1 % le plus grand et le plus important du monde.

## Organisation
Les Bandidos aussi appelés Bandidos Nation, est le club de motard ayant évolué le plus vite dans le monde avec près de 90 chapitres aux États-Unis, 110 chapitres en Europe, en Australie et en Asie. Aux États-Unis, en Afrique, le club se concentre au Texas, mais s'est étendu à la Louisiane, au Mississippi, à l'Alabama, l'Arkansas, le Nouveau-Mexique, le Colorado, le Montana, le Wyoming, le Dakota du Sud, l'Utah, l'Idaho, le Nevada, l'État de Washington, l'Oklahoma, et le Nebraska. En 2000, le club canadien des Rock Machine fusionne avec les Bandidos, et le club marocain Los Moros fusionne avec les Bandidos pour devenir le premier chapitre en Afrique 
Les Bandidos se sont aussi implantés en Australie, malgré la forte présence du club des Nomads (apparenté aux Hells Angels) ; le club s'est installé un peu partout dans le pays. Dans les dernières années, le club s'est fortement implanté en Europe où on compterait plus de 2500 membres.
Chaque continent compte un président national (patch presidente en rocker bas) et des vice-présidents par pays ainsi que des sergents d'armes nationaux et secrétaires, appelés « sargento de armas » et « secretario ». Ils constituent le chapitre national Europe pour l'Europe par exemple. Il existe le même organigramme pour l'Asie, l'Australie et les États-Unis.
Le Bandidos MC est aussi appelé parfois Bandidos Army car c'est le club 1 % le plus organisé, qui peut en quelques heures mobiliser de nombreux membres.

## Affaires criminelles du club

### États-Unis
En novembre 2006, Glenn Merritt, du chapitre de Bellingham (Washington), fut arrêté et condamné pour possession de stupéfiants et trafic de drogue. Durant l'enquête, près de 32 membres du chapitre furent mis en cause dans l'affaire ; durant l'investigation, les différentes charges pesant sur les membres furent conspiration, violation des lois sur la drogue ainsi que port d'armes illégal. Douze des membres plaidèrent coupables. En octobre 2006, le président international d'alors plaida lui aussi coupable et se vit condamné à une peine de deux ans de prison pour conspiration et racket.
En mars 2006, la police d'Austin, au Texas, annonça que les Bandidos étaient les principaux suspects à la suite de la mort d'un motard de 44 ans nommée Anthony Benesh. Ce dernier allait ouvrir dans la ville un chapitre du club rival, les Hells Angels ; il fut assassiné d'une balle dans la tête après avoir quitté un restaurant du nord d'Austin en compagnie de sa compagne et de ses deux enfants. Selon la police, Benesh avait auparavant reçu plusieurs appels de membres des Bandidos lui ordonnant d'abandonner l'idée d'ouvrir un chapitre ennemi à Austin et de ne pas porter sa veste des Hells Angels en ville.

### Canada
L’implantation des Bandidos au Canada s’inscrit dans la guerre des gangs qui a sévi au Québec du milieu des années 1990 jusqu’au début des années 2000. Dès 1997, Fred Faucher qui est à la veille de devenir le chef du chapitre de Québec des Rock Machine commence à approcher les Bandidos, espérant que l’assimilation de son club par l’organisation assure sa survie contre les Hells Angels. Alors que les Européens et les Australiens, ayant connu eux-mêmes des tensions récentes contre cet autre club, offrent leur soutien dès le début, les dirigeants américains et donc mondiaux sont très récalcitrants. L’arrivée des Bandidos au Canada se fait finalement en novembre 2000 par l’assimilation des Rock Machine au Québec et la fondation de chapitres ontariens. Faucher est alors déjà derrière les barreaux. En tant qu’ancien Rock Machine, les Bandidos québécois sont déjà dans le collimateur de la police, qui bénéficie maintenant de la loi antigang canadienne. Alors qu’ils sont presque tous incarcérés, ils concluent un marché avec les Hells Angels où ils s’engagent à quitter le club des Bandidos et à ne jamais y retourner. La défection vers le club rival est une situation fréquente depuis l’arrivée des Bandidos au pays et beaucoup d’anciens Rock Machine font le saut, dont Salvatore Cazzetta, qui avait fondé l’organisation par son refus de rejoindre les Hells Angels dans les années 1980. L’adhésion aux Bandidos a donc été un simple passage pour beaucoup d’individus qui ont pu continuer leurs activités criminelles par la suite. En 2009, le nom d’Alain Brunette, l’ancien chef canadien de l'organisation, ressort dans les médias. Il est alors soupçonné d’être un complice de Cazzetta dans la contrebande de cigarettes.
Le 8 avril 2006, quatre véhicules furent trouvés en Ontario contenant huit cadavres d'hommes assassinées. Six des hommes morts étaient membres des Bandidos, l'un des hommes étant un prospect (stade « intermédiaire » parmi la hiérarchie des membres de clubs de bikers, comparable à un « aspirant membre »). La police interpréta l'incident comme un règlement de comptes interne entre membres des Bandidos.

### Australie
En Australie les Bandidos sont connus pour leur implication dans le Milperra Bikie Massacre, un face-à-face avec le Comanchero Motorcycle Club, un club rival. Sept personnes trouvèrent la mort à cette occasion.
Le 22 octobre 2008, Ross Brand, membre des Bandidos, fut assassiné devant le local du club et la police soupçonna un club rival d'être à l'origine du meurtre.

### Allemagne
Le 10 juin 2008, deux membres des Bandidos sont enfermés à vie pour le meurtre d'un membre des Hells Angels à Ibbenbüren. L'enquête de police démontra que les deux membres du club avaient assassiné le Hells Angels dans son magasin d'Harley-Davidson. À la suite du jugement, des affrontements éclatèrent entre les deux clubs.

### Scandinavie
Entre 1994 et 1997, une guerre entre Bandidos et Hells Angels éclata à la suite d'histoires de drogues : cette guerre fut connue sous le nom de « la Grande Guerre des bikers nordiques ». Il en résulta 11 meurtres, 74 intentions de meurtres et 94 bikers blessés durant les affrontements. Le Danemark alla jusqu'à faire passer une loi interdisant aux clubs de motards de louer des propriétés ou locaux pour leurs clubs.
De nos jours les deux clubs sont en paix et entretiennent de bons rapports, s'étant alliés pour faire face aux gangs issus de la jeunesse immigrée.

### Suisse
Le 21 mai 2022, des Bandidos ont été filmés en train de riposter avec une arme de poing à une attaque des Hells Angels dans un café branché du centre ville de Genève. Les Hells Angels ont eux aussi été filmés en train de tirer en leur direction. Une enquête est en cours.
Le 30 septembre 2022, des bandidos sont impliqués dans un échange de coups de feu dans une discothèque de la ville Sion
Le 12 septembre 2023, trois motards du groupe Bandidos MC ont été interpellés pour trafic de cocaïne dans le Valais central.